# Arcturian
Arcturian är det norska black metal-bandet Arcturus femte studioalbum. Albumet utgavs 2015 av skivbolaget 
Prophecy Productions. Forutom utgåvor på CD och 12" vinyl utgavs 2 deluxe-utgåvor: en dubbel-CD och en box med två CD'er och två 12" vinylskivor. Båda hade bonusspår.

## Låtlista
1. "The Arcturian Sign" – 5:08
2. "Crashland" – 4:08
3. "Angst" – 4:26
4. "Warp" – 3:51
5. "Game Over" – 5:57
6. "Demon" – 3:27
7. "Pale" – 5:10
8. "The Journey" – 4:14
9. "Archer" – 5:36
10. "Bane" – 5:50

Text: ICS Vortex (alla spår utom spår 7), Knut Magne Valle (spår 7). Musik: Knut Magne Valle (spår 1, 2, 8 & 10), Steinar Sverd Johnsen (spår 3, 5, 6, 7 & 9), ICX Vortex (spår 4)
Rearcturianized (bonusspår)
1. "Angst" (Industrial Club Remix av Pride & Fall) – 5:44
2. "Archer" (Sun of the Sleepless Geisterbahn RMX av Markus Stock) – 4:29
3. "Game Over" (Germ Remix) – 6:02
4. "Warp" (Wormhole Remix by Matt Gifford) – 5:12
5. "Angst" (Nailbomb Remix by Fractured) – 4:03
6. "Arcturian Psychedelic Sign" (by Møllern) – 5:52
7. "Warp" (Germ Remix) – 3:58
8. "Pale" (Necro Deathmort Remix by AJ Cookson & Matthew Rozeik) – 6:19

## Medverkande
Musiker (Arcturus-medlemmar)
- ICS Vortex (Simen Hestnæs) – sång, bakgrundssång (spår 8), piano (spår 4), synthesizer (spår 4), sampling (spår 4)
- Møllern (Knut Magne Valle) – gitarr, tuba (spår 1), synthesizer (spår 1, 2, 8 & 10), sampling (spår 2, 8 & 10), bakgrundssång (spår 1), sång (spår 8)
- Sverd (Steinar Sverd Johnsen) – keyboard
- Skoll (Hugh Stephen James Mingay) – basgitarr, bakgrundssång (spår 1 & 8)
- Hellhammer (Jan Axel Blomberg) – trummor, bakgrundssång (spår 1)

Bidragande musiker
- Sebastian Grouchot – violin
- Twistex – sampling (spår 1, 2 & 4), basgitarr (spår 6 & 8), synthesizer (spår 6)
- Atle Pakusch Gundersen – gong (spår 2 & 10)

Produktion
- MK (Martin Koller) – producent
- Møllern (Knut Magne Valle) – ljudtekniker, ljudmix, mastring
- Costin Chioreanu – omslagsdesign
- Asgeir Mickelson – foto

### Fotnoter
1. ↑  Arcturian på discogs.com